# Nikon D3200
La Nikon D3200 è il modello successivo alla Nikon D3100, è stata la prima reflex digitale entry level a utilizzare un sensore da 24,2 mpx e una connessione wireless, possibile tramite adattatore opzionale.

## Connessione
Prima reflex entry level in grado di connettersi in wireless a computer e a dispositivi mobili Android: per la connessione è necessario un adattatore opzionale (Nikon WU-1a), mentre non occorre una copertura di rete Wi-Fi.

## Il sensore fotografico
Il sensore, prodotto dalla stessa Nikon e non da Sony, è un CMOS da 24.2 milioni di pixel effettivi su un'area di 23,2x15,4 mm (crop 1,5x), in grado di fornire file in uscita a risoluzione 6016x4000.

## Fotografia
Tra le altre caratteristiche la ripresa video in full HD (1080 p), il nuovo processore Nikon "EXPEED 3" di elaborazione delle immagini, autofocus selezionabile tra 11 punti AF, velocità di scatto di 4 fotogrammi al secondo e monitor LCD TFT da 7,5 cm ad alta risoluzione, circa 921.000 punti (VGA).